# Apanteles keralensis (Sumodan & Narendran)
Apanteles keralensis is een insect dat behoort tot de orde vliesvleugeligen (Hymenoptera) en de familie van de schildwespen (Braconidae). De wetenschappelijke naam van de soort werd voor het eerst geldig gepubliceerd door Sumodan & Narendran in 1990.